# Oberbernrieth
Oberbernrieth ist ein Ortsteil des Marktes Waldthurn im Landkreis Neustadt an der Waldnaab. Bis zum 1. Januar 1972 gab es eine Gemeinde Bernrieth. Diese wurde im Rahmen der Gebietsreform in Bayern aufgelöst und auf die Gemeinden Waldthurn, Pleystein und Georgenberg aufgeteilt. Dabei kam Oberbernrieth zu Waldthurn und das ungefähr zwei Kilometer entfernte Unterbernrieth zu Pleystein.

## Ortsname
Um 1200 siedelte sich nach mündlicher Überlieferung ein Mann namens Bero auf den Hängen des Fahrenberges an. Aus diesem Personennamen Bero stammt die erste Silbe des Ortsnamens Bernrieth.
Die Endung -rieth des Ortsnamens (Ober-)Bernrieth deutet auf eine frühe Entstehung des Ortes schon vor dem 13. Jahrhundert hin. Die Orte mit den auf -reuth, -rieth, -ried, -richt (frühere Schreibweisen: -riut, -rivt, -rewt, abgeleitet von „roden“, „Rodung“) endenden Ortsnamen entstanden im Zusammenhang mit der ersten Besiedelung des Gebietes durch Rodung des dichten Waldes. Orte mit solchen Namen kommen sehr häufig im Bereich der Flüsse Pfreimd und Luhe und der angrenzenden Bäche vor. Diese waren Ausgangspunkt für die Besiedelung der Region.
Im einheimischen Dialekt wird der Ortsname als Bäanriad ausgesprochen.

## Geographische Lage
Oberbernrieth liegt am Nordhang des 801 Meter hohen Fahrenberges, ungefähr drei Kilometer östlich von Waldthurn.
Von Obernried führt eine Straße auf den Gipfel des Fahrenberges zur Wallfahrtskirche und der daneben liegenden Gastwirtschaft.

## Geschichte
Der Ort Bernrieth entstand Anfang des 13. Jahrhunderts im heutigen Oberbernrieth.
In der zweiten Hälfte des 14. Jahrhunderts belehnten die Landgrafen von Leuchtenberg die Waldauer zu Waldthurn mit dem Hals- oder Blutgericht über den Fahrenberg, Bernrieth und Waldkirch.
Zwischen 1326 und 1350 entstand die Pfarrei Bernrieth.
1394 wird Bernrieth schriftlich als Pernrewt und 1438 als Pernreut erwähnt, 1451 taucht es als Bernreut und 1666 als Bernrieth in den Dokumenten auf.
Bei Bauarbeiten stieß man in der Nähe des alten Schulhauses auf menschliche Gebeine. Dies führte zu der Annahme, dass dort in der Zeit der Hussitenkriege eine Kirche mit Friedhof stand.
In der zweiten Hälfte des 18. Jahrhunderts gehörten zur Gemeinde Bernrieth Bibershof mit 7 Anwesen, 1 Hirtenhaus und Radwaschen mit 1 Anwesen.
Ab 1654 wurde die Herrschaft Waldthurn böhmisches Lehen. Kaiser Ferdinand III., König von Böhmen, verkaufte 1656 die Herrschaft Waldthurn an den Fürsten Wenzel von Lobkowitz. Der Fürst von Lobkowitz erlangte das Niedergericht und die landesfürstliche Obrigkeit über die Herrschaft Waldthurn. Bis 1807 befand sich Bernrieth unter der Herrschaft der Lobkowitz.
Ende des 18. Jahrhunderts bestand Bernrieth aus Oberbernrieth mit 14 Anwesen und Unterbernrieth mit 18 Anwesen.
1808 wurden Steuerdistrikte gebildet. Zum Steuerdistrikt Bernrieth gehörten die Dörfer Oberbernrieth, Unterbernrieth und Mangelsdorf, die Weiler Oberfahrenberg und Unterfahrenberg sowie die Einöden Bibershof und Radwaschen.
1821 wurde die Gemeinde Bernrieth gegründet. Zu ihr gehörten die Dörfer Oberbernrieth mit 11 Familien, Unterbernrieth mit 19 Familien, Neuenhammer mit 11 Familien und Bibershof mit 8 Familien, der Weiher Unterfahrenberg mit 5 Familien und die Einöden Oberfahrenberg und Radwaschen jeweils mit zwei Familien.
1867 gehörten zur Gemeinde Bernrieth Bibershof mit 45 Einwohnern und 19 Gebäuden, Birkenbühl mit 22 Einwohnern und 13 Gebäuden, Hagnmühle mit 67 Einwohnern und 7 Gebäuden, Mangelsdorf mit 17 Einwohnern und 5 Gebäuden, Neuenhammer mit 15 Gebäuden und 77 Einwohnern, einer Kirche, einer Schule und einer Eisenhütte, Oberbernrieth mit 104 Einwohnern und 45 Gebäuden, Oberfahrenberg mit 12 Einwohnern und 6 Gebäuden, Pfifferlingstiel mit 5 Einwohnern und 12 Gebäuden, Radwaschen mit 8 Einwohnern und 4 Gebäuden, Schafbruck mit 57 Einwohnern und 4 Gebäuden, Schellhopfen mit 9 Einwohnern und 3 Gebäuden, Unterbernrieth mit 12 Einwohnern und 3 Gebäuden und Unterfahrenberg mit 25 Einwohnern und 8 Gebäuden.
Die Gemeinde Bernrieth bestand 1964 aus den Ortsteilen Oberbernrieth, Bibershof, Birkenbühl, Hagenmühle, Mangelsdorf, Neuenhammer, Oberfahrenberg, Pfifferlingstiel, Radwaschen, Schafbruck, Unterbernrieth und Unterfahrenberg.
Am 1. Januar 1972 wurde die Gemeinde Bernrieth aufgelöst. Oberbernrieth, Mangelsdorf, Oberfahrenberg, Unterfahrenberg kamen nach Waldthurn; Unterbernrieth, Bibershof, Birkenbühl, Hagenmühle, Pfifferlingstiel, Radwaschen, Schafbruck kamen nach Pleystein; Neuenhammer kam nach Georgenberg.
Bernrieth am Fahrenberg kann (auch in historischen Dokumenten und Adelsbezeichnungen) leicht mit dem nur ungefähr 20 Kilometer entfernten Bernrieth südlich von Leuchtenberg und nördlich von Döllnitz verwechselt werden. Dieses andere Bernrieth gehörte zur ehemaligen Gemeinde Döllnitz.

## Einwohnerentwicklung
Auf dem Gebiet der ehemaligen Gemeinde Bernrieth wurden an Einwohnern gezählt
| Jahr | Einwohner |
| ---- | --------- |
| 1840 | 408       |
| 1852 | 514       |
| 1861 | 436       |
| 1871 | 513       |
| 1880 | 488       |
| 1890 | 502       |
| 1900 | 457       |
| 1910 | 440       |

| Jahr | Einwohner |
| ---- | --------- |
| 1919 | 460       |
| 1939 | 422       |
| 1950 | 482       |
| 1956 | 371       |
| 1961 | 352       |
| 1965 | 334       |
| 1968 | 323       |